# Neptis patricia
Neptis patricia är en fjärilsart som beskrevs av Charles Oberthür 1906. Neptis patricia ingår i släktet Neptis och familjen praktfjärilar. Inga underarter finns listade i Catalogue of Life.